# Landes des Trois Pierres
Les landes des Trois Pierres forment une zone naturelle d'intérêt écologique, faunistique et floristique (ZNIEFF) française du département de la Dordogne, en région Nouvelle-Aquitaine.

## Situation
Dans le nord du département de la Dordogne, à l'intérieur du parc naturel régional Périgord-Limousin, les landes des Trois Pierres s'étendent sur une superficie de 513,17 hectares répartie sur le territoire de trois anciennes communes : Monsec et Champeaux-et-la-Chapelle-Pommier intégrées à la commune nouvelle de Mareuil en Périgord depuis 2017, ainsi que Saint-Crépin-de-Richemont, intégrée à la commune nouvelle de Brantôme en Périgord depuis 2019.
La zone s'étage entre 160 et 245 mètres d'altitude sur des coteaux qui bordent plusieurs cours d'eau : la Nizonne au nord, le Boulou à l'est, la Belle au sud et les affluents ou sous-affluents de cette dernière à l'ouest.

"Les
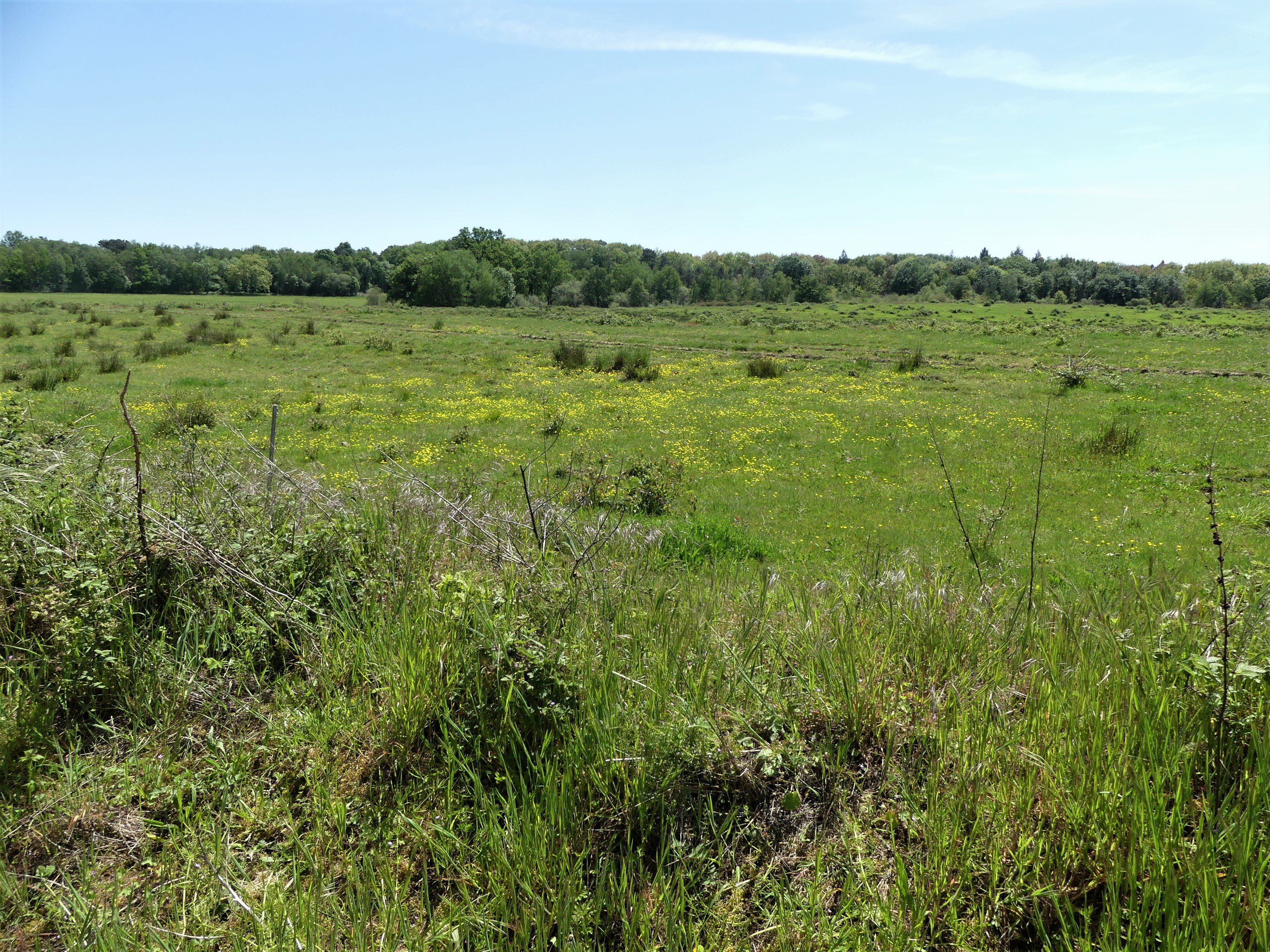
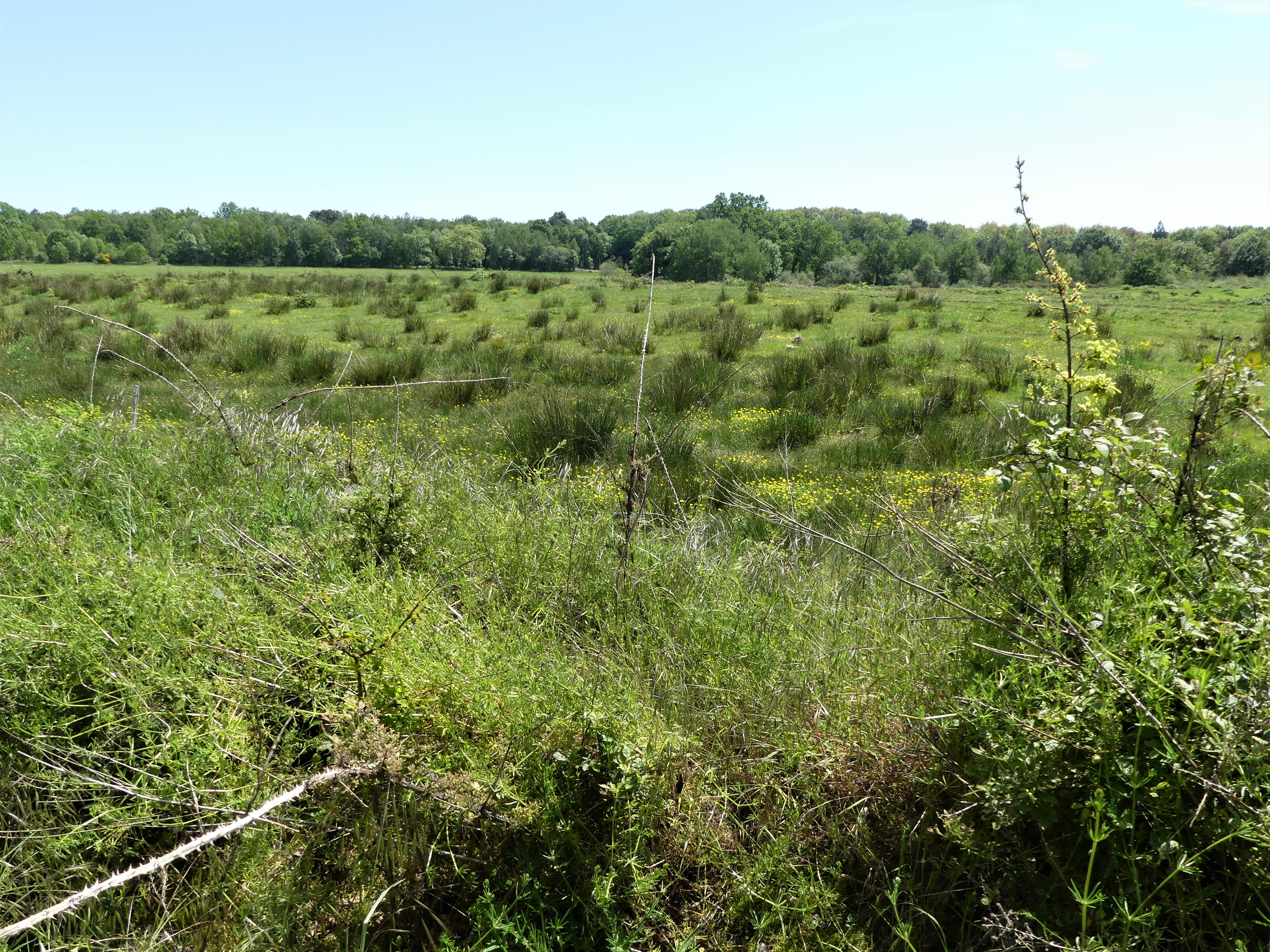
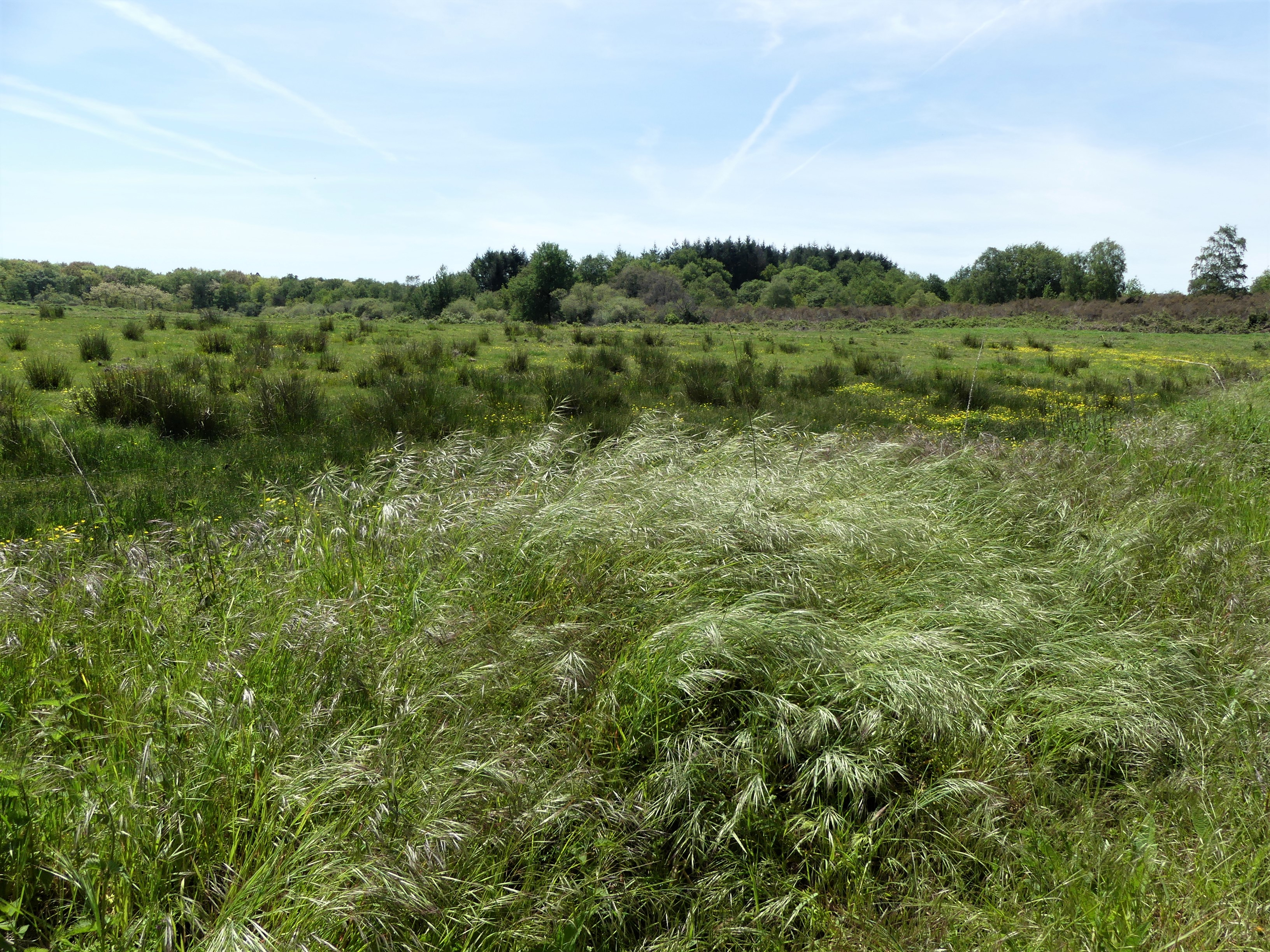
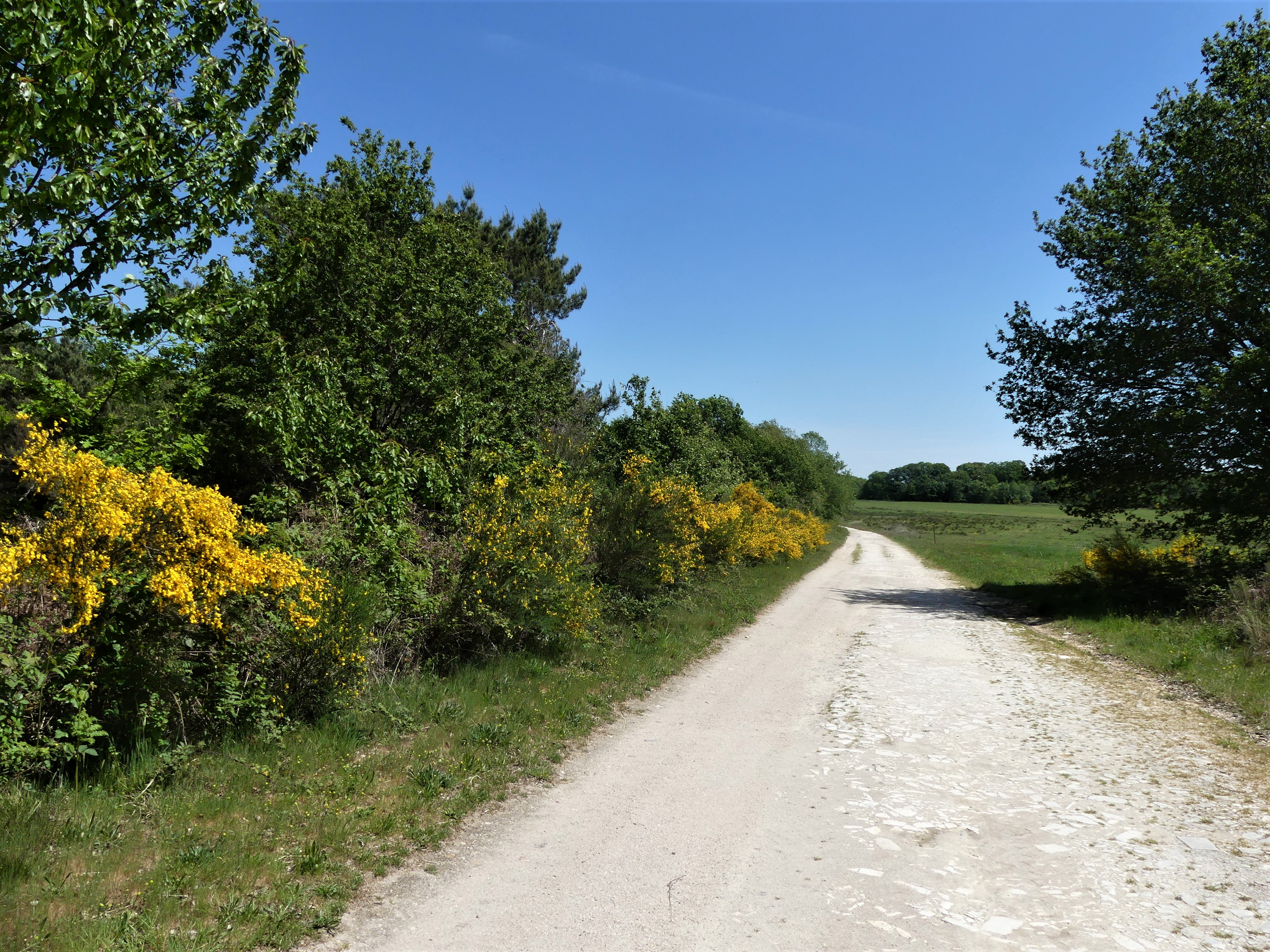
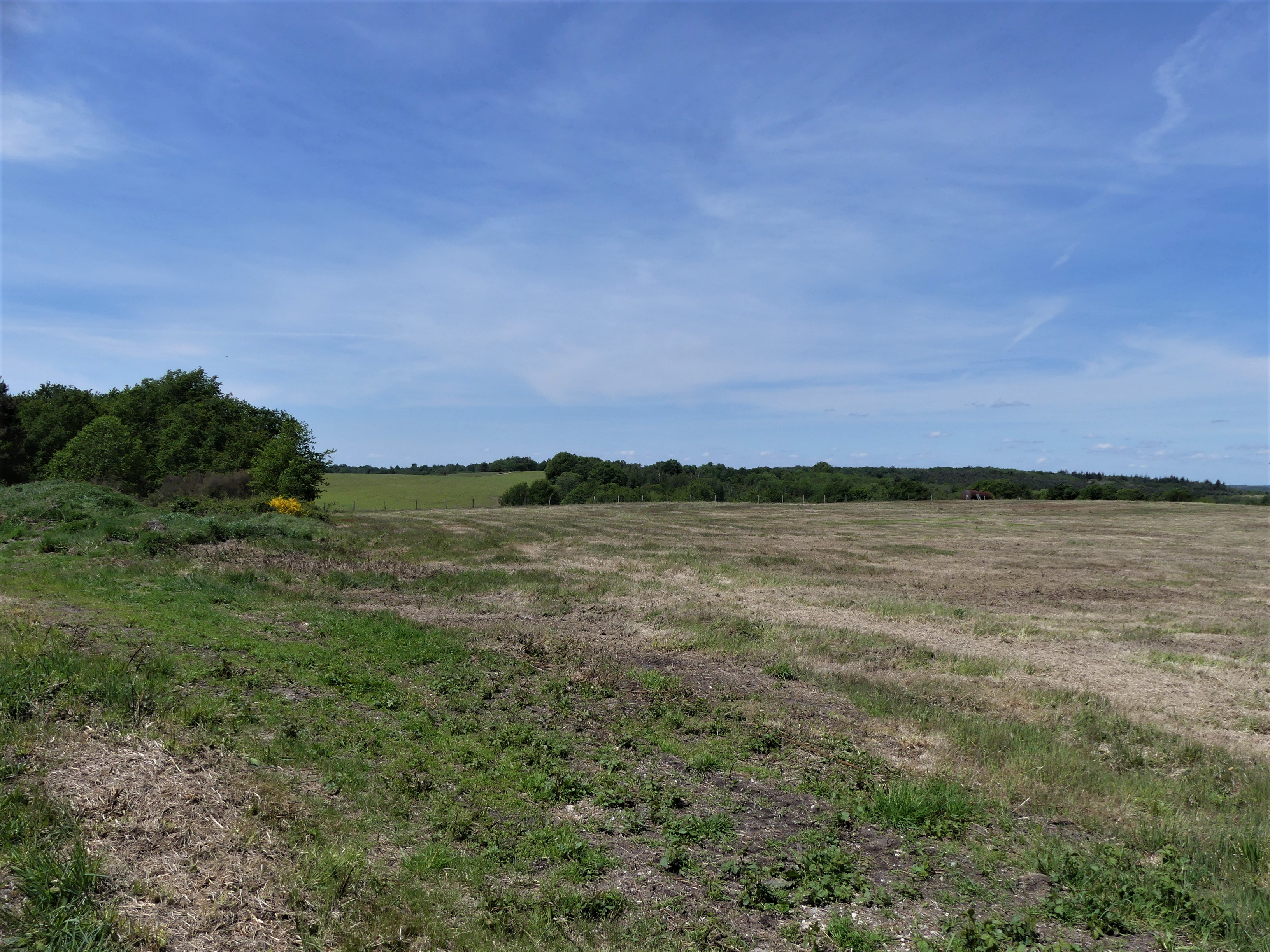

- Les landes des Trois Pierres entre les Communaux et les Cinq Chênes.

## Description
Le site des landes des Trois Pierres est une zone naturelle d'intérêt écologique, faunistique et floristique (ZNIEFF) de type I, c'est-à-dire qu'elle est de superficie réduite, avec des espaces homogènes d’un point de vue écologique et qu'elle abrite au moins une espèce et/ou un habitat rares ou menacés, d’intérêt aussi bien local que régional, national ou communautaire.
La ZNIEFF est composée principalement de landes et de boisements parsemé de quelques étangs, et son intérêt majeur réside dans la présence d'une douzaine d'espèces d'oiseaux rapaces dont trois sont considérées comme déterminantes.
Des recensements y ont été effectués au niveau faunistique dans les années 1990 et au niveau floristique dans les années 1990 et 2000.

## Faune recensée
Protégées sur l'ensemble du territoire français notamment au titre de la Directive oiseaux de l'Union européenne, trois espèces déterminantes de rapaces y ont été recensées : le Busard cendré (Circus pygargus), le Busard des roseaux (Circus aeruginosus) et le Busard Saint-Martin (Circus cyaneus).
Par ailleurs, d'autres espèces animales y ont été répertoriées : quatre espèces de mammifères dont la chasse est autorisée : Belette d'Europe (Mustela nivalis), Chevreuil (Capreolus capreolus), Renard roux (Vulpes vulpes) et Sanglier (Sus scrofa), ainsi que 50 espèces d'oiseaux.
Parmi ces espèces, la chasse est autorisée pour huit d'entre elles : Alouette des champs (Alauda arvensis), Bécassine des marais (Gallinago gallinago), Caille des blés (Coturnix coturnix), Canard souchet (Spatula clypeata), Chevalier arlequin (Tringa erythropus), Grive litorne (Turdus pilaris), Perdrix rouge (Alectoris rufa) et Vanneau huppé (Vanellus vanellus).
Les 42 autres espèces d'oiseaux sont protégées sur l'ensemble du territoire français et huit d'entre elles sont concernées par la Directive oiseaux de l'UE : Bondrée apivore (Pernis apivorus), Bruant ortolan (Emberiza hortulana), Circaète Jean-le-Blanc (Circaetus gallicus), Hibou des marais (Asio flammeus), Milan noir (Milvus migrans), Milan royal (Milvus milvus), Pie-grièche écorcheur (Lanius collurio) et Râle des genêts (Crex crex), cet oiseau faisant de plus l'objet d'une protection supplémentaire car il est menacé d'extinction sur le territoire français.
Les 34 autres sont les suivantes : Autour des palombes, (Accipiter gentilis), Bec-croisé des sapins (Loxia curvirostra), Bruant fou (Emberiza cia), Bruant proyer (Emberiza calandra), Bruant des roseaux (Emberiza schoeniclus), Chardonneret élégant (Carduelis carduelis), Chevalier cul-blanc (Tringa ochropus), Chevalier guignette (Actitis hypoleucos), Cochevis huppé (Galerida cristata), Épervier d'Europe, (Accipiter nisus), Faucon crécerelle (Falco tinnunculus), Faucon hobereau (Falco subbuteo), Fauvette grisette (Sylvia communis), Gobemouche noir (Ficedula hypoleuca), Grèbe castagneux (Tachybaptus ruficollis), Gros-bec casse-noyaux (Coccothraustes coccothraustes), Héron cendré (Ardea cinerea), Hirondelle de rivage (Riparia riparia), Hypolaïs polyglotte (Hippolais polyglotta), Linotte mélodieuse (Linaria cannabina), Locustelle tachetée (Locustella naevia), Martinet noir (Apus apus), Pic épeichette (Dendrocopos minor), Pie-grièche grise (Lanius excubitor), Pie-grièche méridionale (Lanius meridionalis), Pie-grièche à tête rousse (Lanius senator), Pinson des arbres (Fringilla coelebs), Pinson du Nord (Fringilla montifringilla), Rougequeue à front blanc (Phoenicurus phoenicurus), Tarier pâtre (Saxicola rubicola), Tarier des prés (Saxicola rubetra), Tarin des aulnes (Spinus spinus), Traquet motteux (Oenanthe oenanthe) et Verdier d'Europe (Chloris chloris).

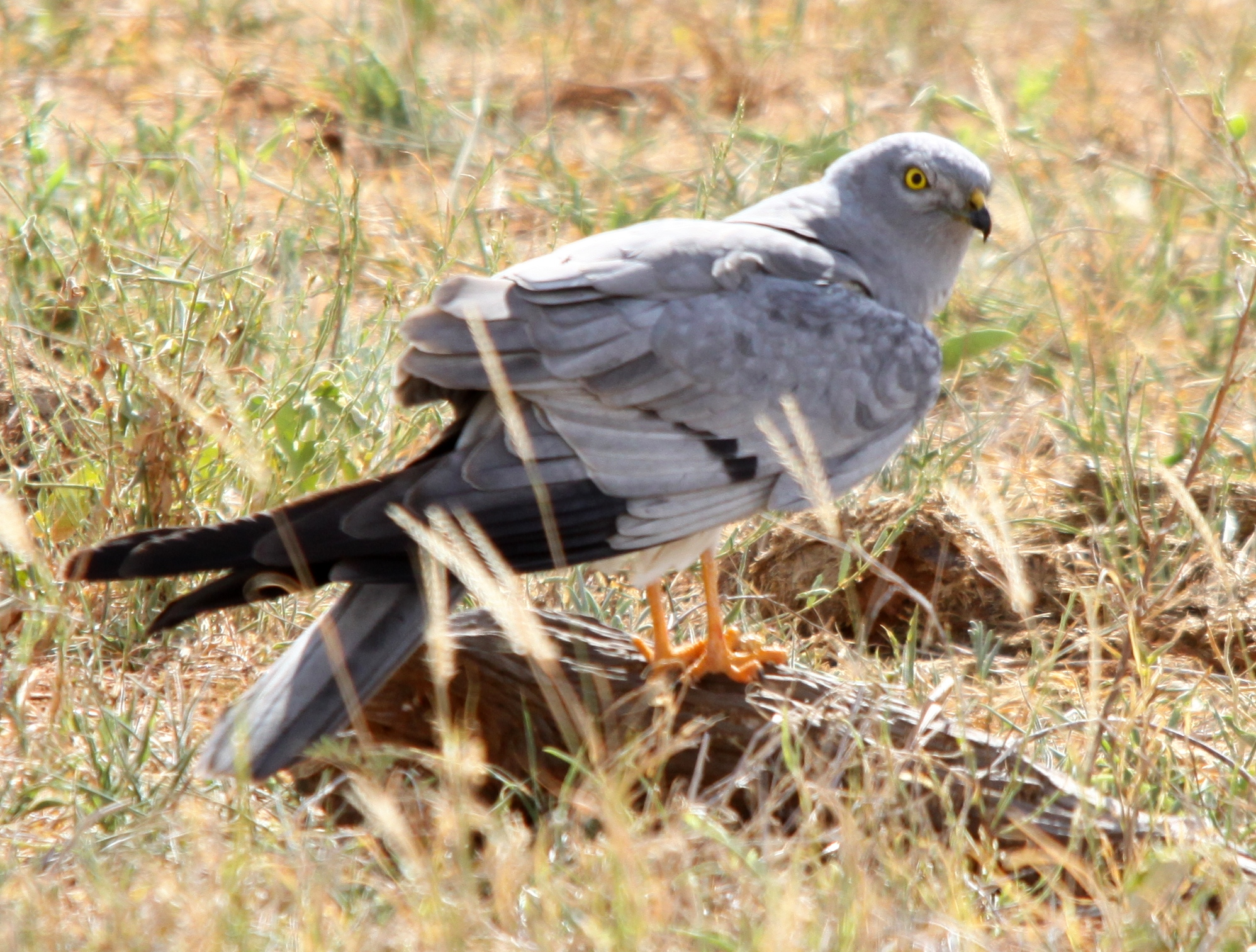
Busard cendré.
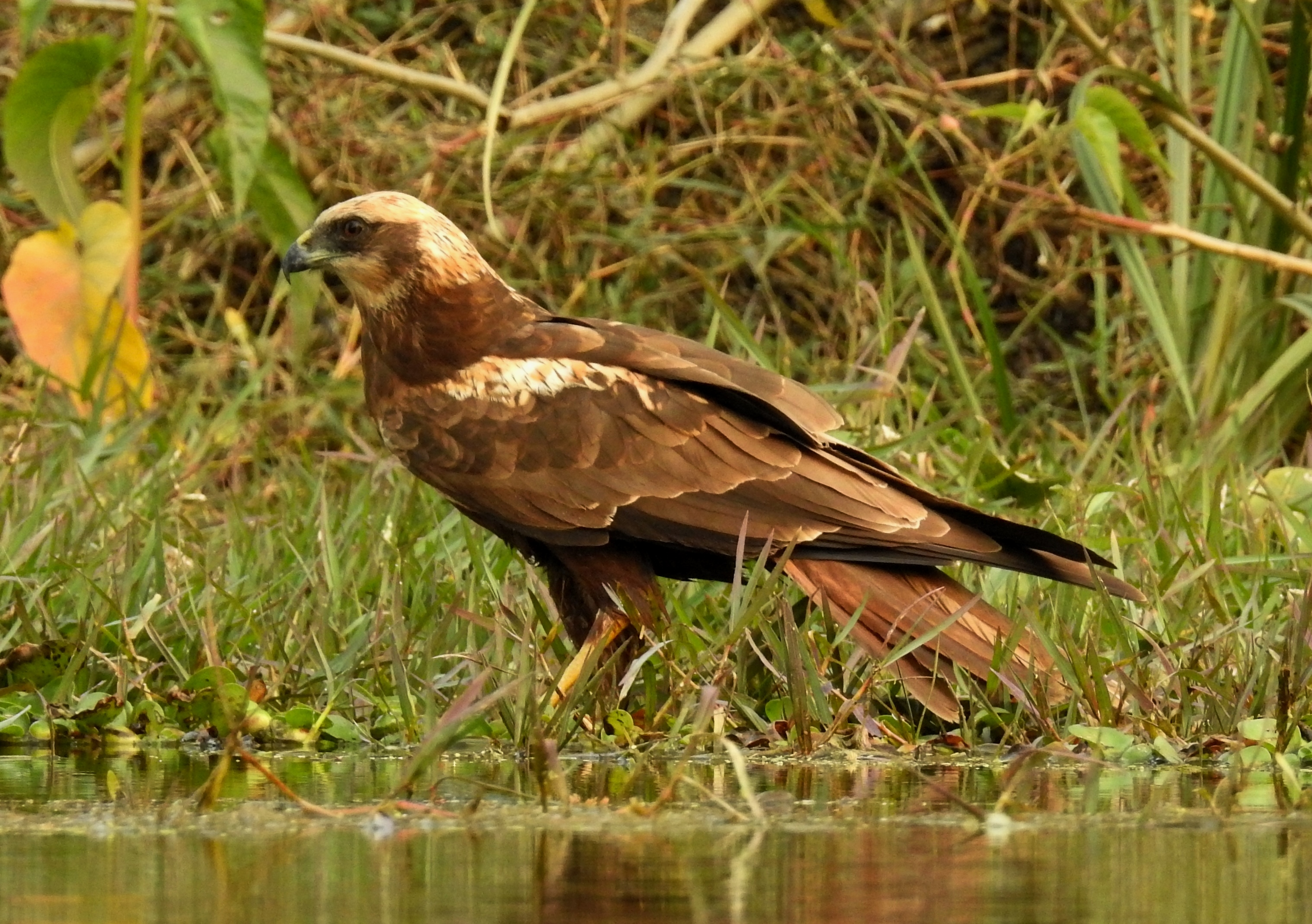
Busard des roseaux.
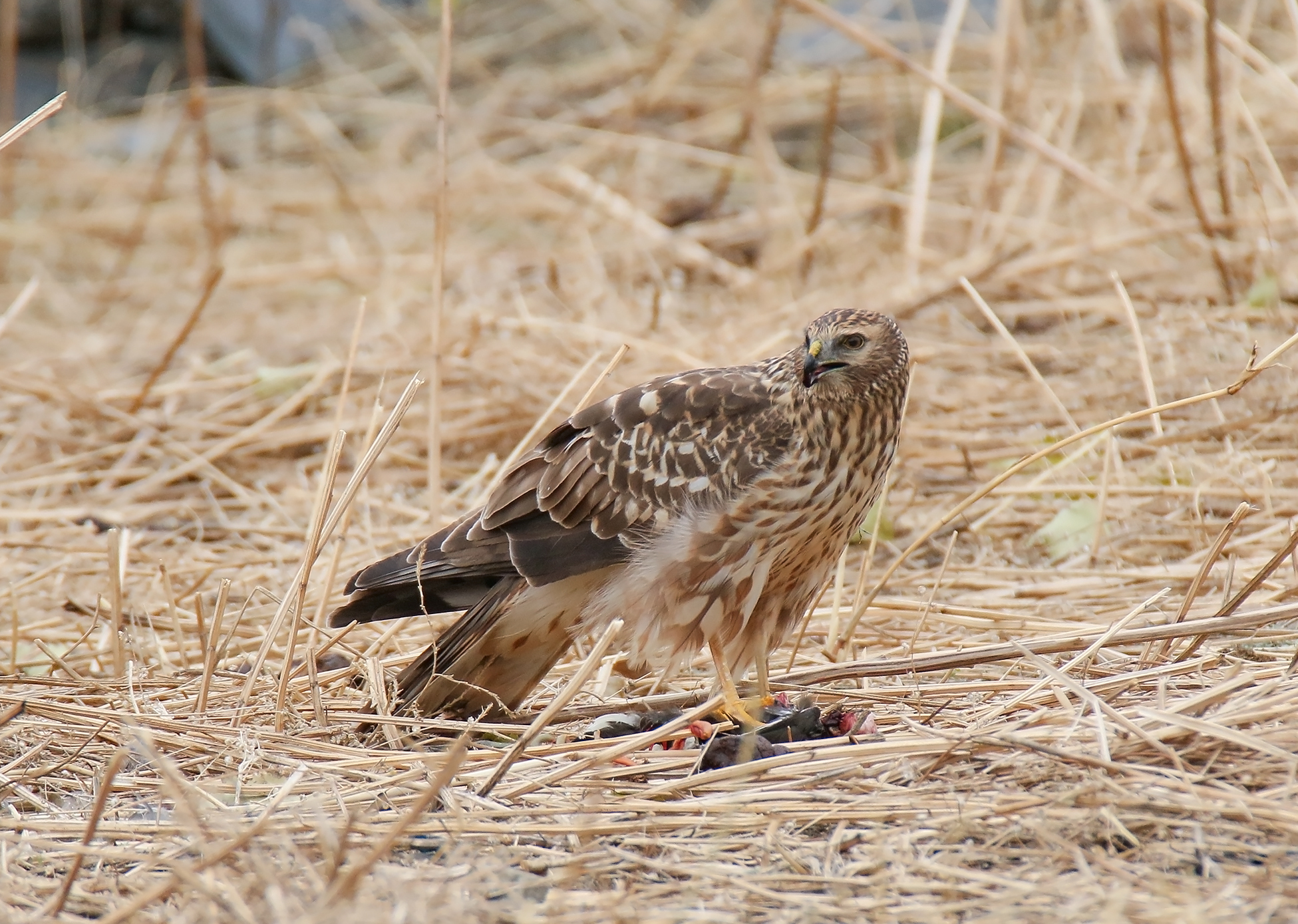
Busard  Saint-Martin.

## Flore recensée
Trois espèces déterminantes de plantes ont été recensées sur la ZNIEFF lors des années 1990 : la Droséra à feuilles rondes (Drosera rotundifolia), la Narthécie des marais (Narthecium ossifragum) et la Trompette de Méduse (Narcissus bulbocodium).
Par ailleurs, 73 autres espèces végétales y ont été répertoriées dans les années 1990 et 2000 : Ajonc d'Europe (Ulex europaeus), Ajonc nain (Ulex minor), Andryale à feuilles entières (Andryala integrifolia), Asphodèle blanc (Asphodelus albus), Bouleau verruqueux (Betula pendula), Bruyère à balais (Erica scoparia), Bruyère cendrée (Erica cinerea), Bruyère ciliée (Erica ciliaris), Caille-lait blanc (Galium mollugo), Callune (Calluna vulgaris), Carum verticillé (Trocdaris verticillatum), Cerfeuil penché (Chaerophyllum temulum), Châtaignier commun (Castanea sativa, Chêne pédonculé (Quercus robur), Chêne tauzin (Quercus pyrenaica), Choin noirâtre (Schoenus nigricans), Écuelle d'eau (Hydrocotyle vulgaris), Épiaire des champs (Stachys arvensis), Épilobe vert foncé (Epilobium obscurum), Fougère aigle (Pteridium aquilinum), Gaillet gratteron (Galium aparine), Genêt à balais (Cytisus scoparius), Genêt d'Angleterre (Genista anglica), Géranium à feuilles découpées (Geranium dissectum), Géranium Herbe à Robert (Geranium robertianum), Glycérie flottante (Glyceria fluitans), Gnaphale blanc jaunâtre (Pseudognaphalium luteoalbum), Grassette du Portugal (Pinguicula lusitanica), Houlque laineuse (Holcus lanatus), Illécèbre verticillé (Illecebrum verticillatum), Immortelle d'Allemagne (Filago vulgaris), Jonc aggloméré (Juncus conglomeratus), Jonc épars (Juncus effusus), Knautie des champs (Knautia arvensis), Laîche glauque (Carex flacca), 
Lin bisannuel (Linum bienne), Linaire rampante (Linaria repens), Lobélie brûlante (Lobelia urens), Lotier corniculé (Lotus corniculatus), Lotier des marais (Lotus pedunculatus), Luzule à fleurs nombreuses (Luzula multiflora), Marguerite commune (Leucanthemum vulgare), Millepertuis couché (Hypericum humifusum), Millepertuis perforé (Hypericum perforatum), Molinie bleue (Molinia caerulea, Montie des fontaines (Montia fontana), Mouron rouge (Lysimachia arvensis), Muflier des champs (Misopates orontium), Myosotis versicolore (Myosotis discolor), Nénuphar jaune (Nuphar lutea), Ornithope délicat (Ornithopus perpusillus), Oseille tête-de-bœuf (Rumex bucephalophorus), Petite-centaurée commune (Centaurium erythraea), Petite oseille (Rumex acetosella), Potamot à feuilles de Renouée (Potamogeton polygonifolius), Potentille des montagnes (Potentilla montana), Potentille tormentille (Potentilla erecta), Primevère élevée (Primula elatior), Pulmonaire officinale (Pulmonaria officinalis), Renoncule bulbeuse (Ranunculus bulbosus), Ronce commune (Rubus fruticosus), Sabline des montagnes (Arenaria montana), Saule marsault (Salix caprea), Scille de printemps (Tractema verna), Scirpe cespiteux (Trichophorum cespitosum), Séneçon commun (Senecio vulgaris), Séneçon des bois (Senecio sylvaticus), Spergule des champs (Spergula arvensis), Sphagnum denticulatum, Sphagnum papillosum, Trèfle blanc (Trifolium repens), Trèfle couché (Trifolium campestre) et Trèfle des prés (Trifolium pratense).
Parmi les 76 espèces de plantes présentes sur le site, trois sont protégées sur l'ensemble du territoire français : Droséra à feuilles rondes (Drosera rotundifolia), Sphagnum papillosum et Trompette de Méduse (Narcissus bulbocodium), et les deux dernières, le sont en plus, au titre de la Directive habitats de l'UE.

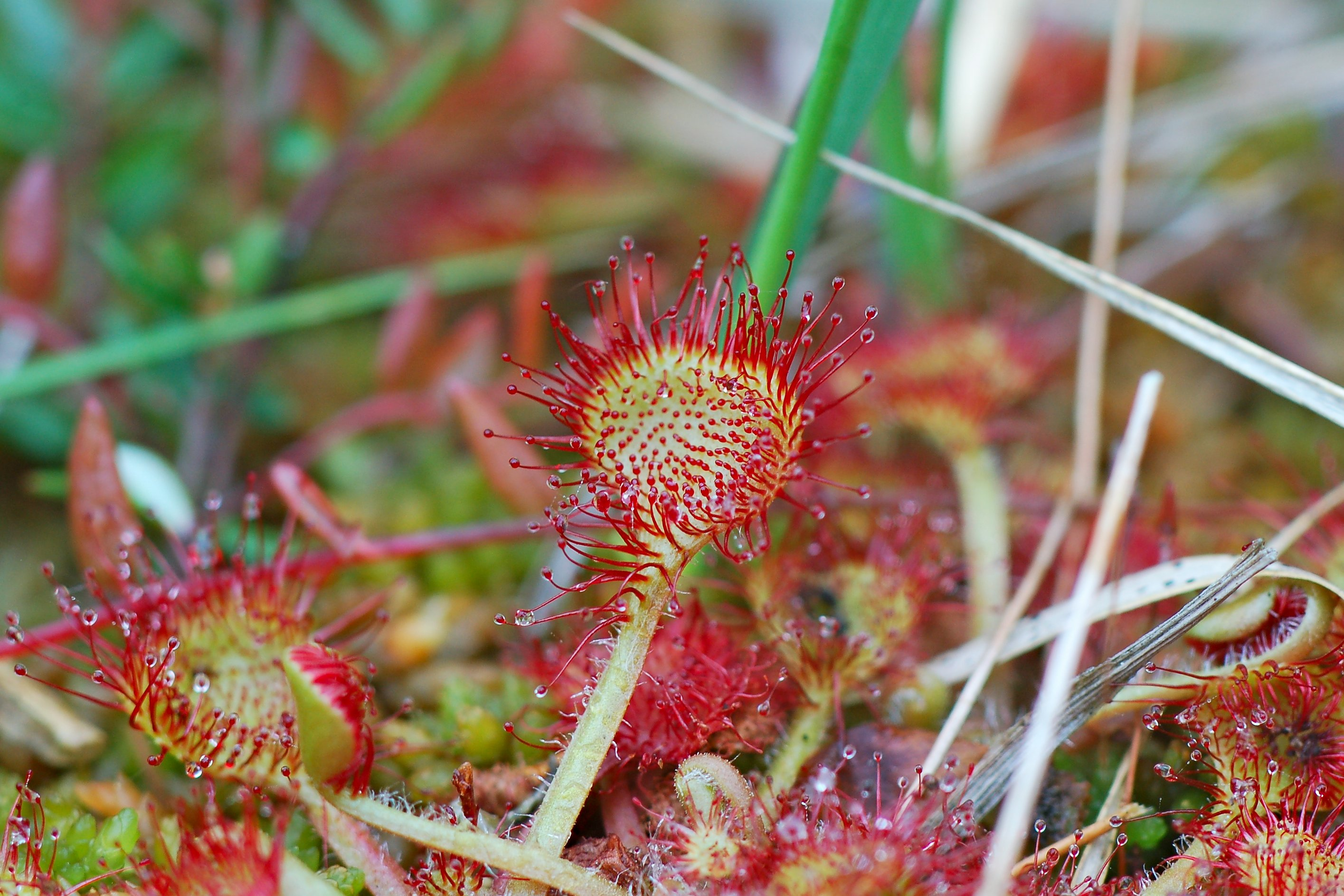
Droséra à feuilles rondes.
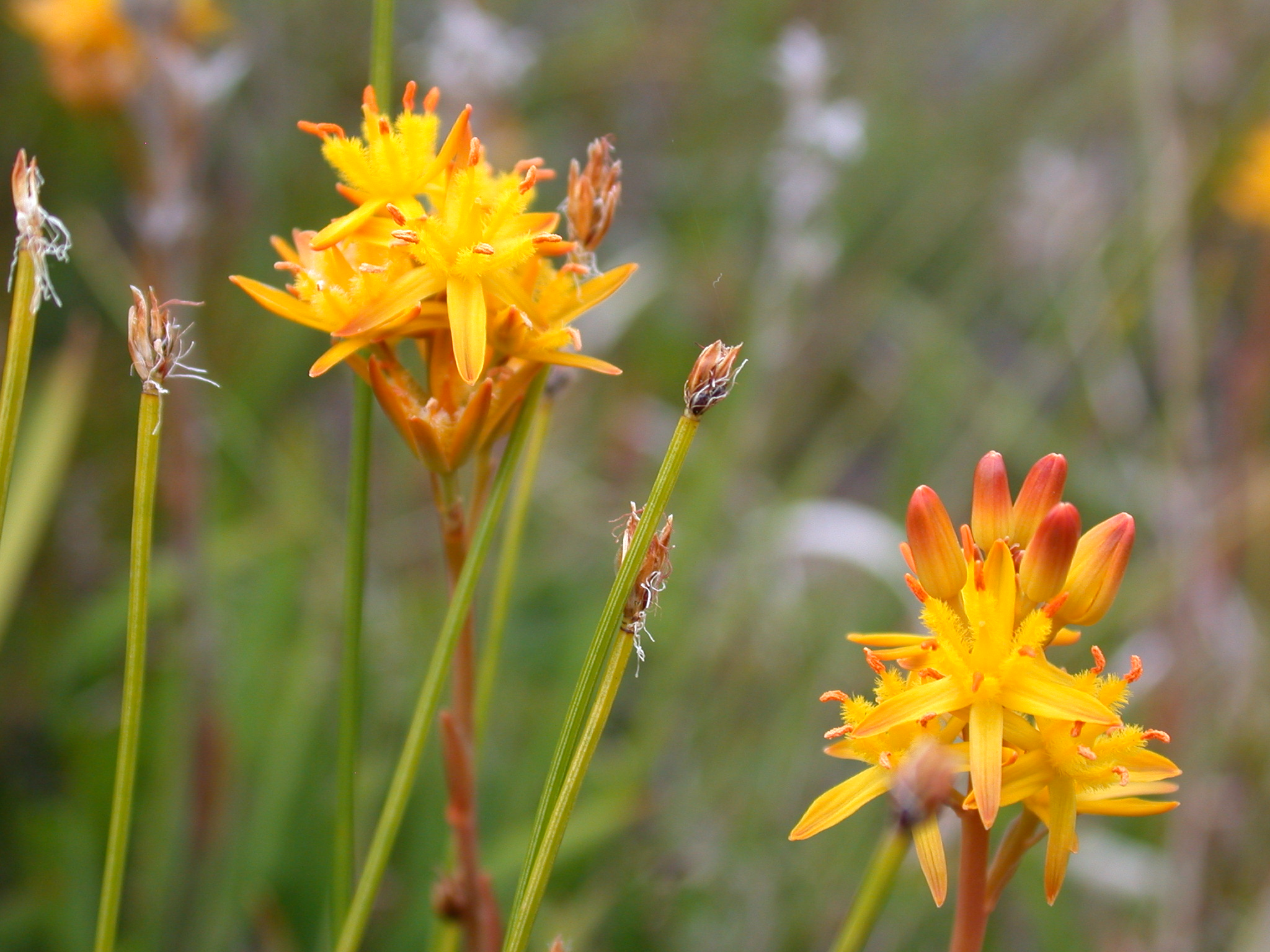
Narthécie des marais.
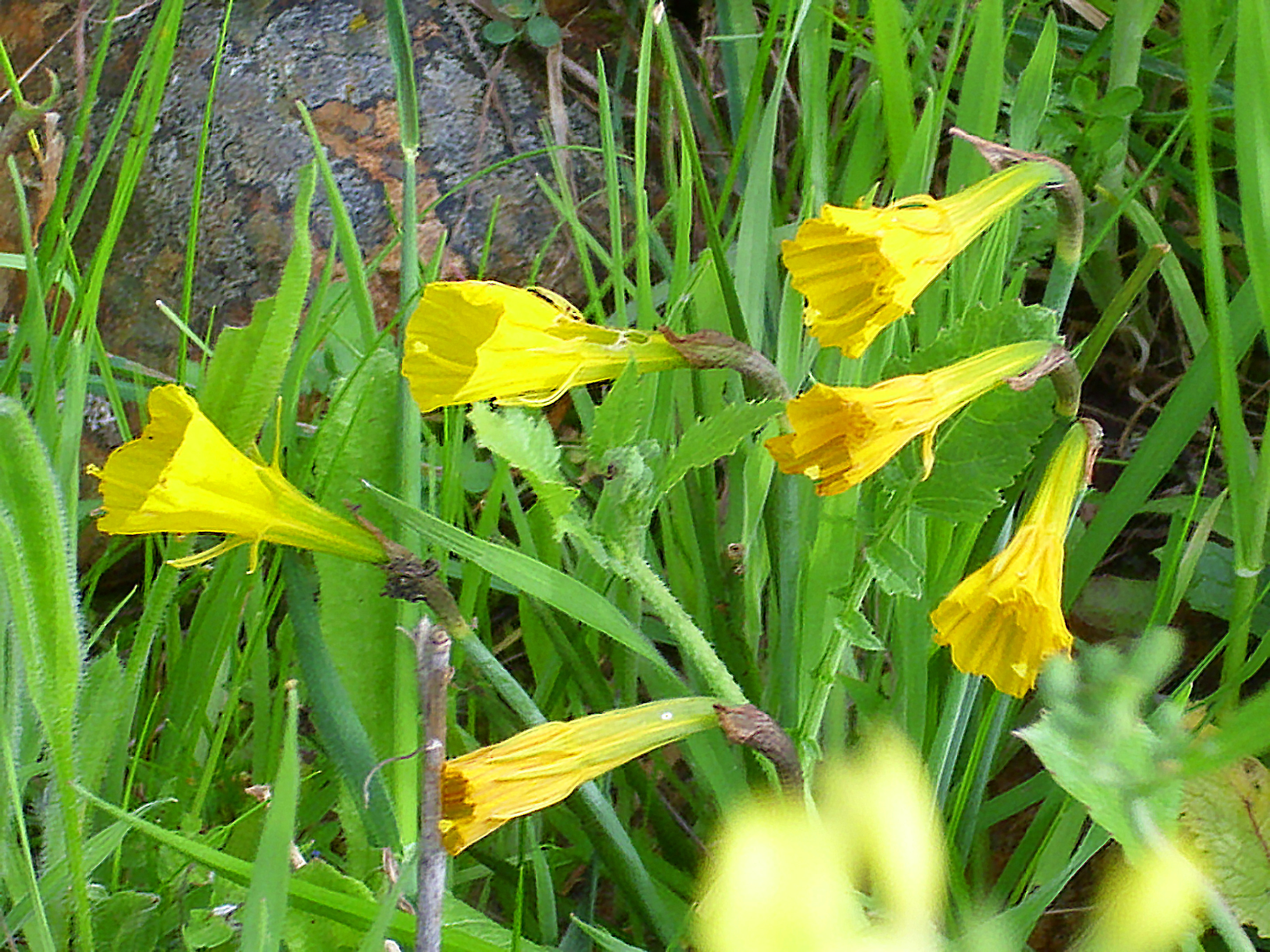
Trompettes de Méduse.